# Columbus (Arkansas)
Columbus es un área no incorporada ubicada en el condado de Hempstead en el estado estadounidense de Arkansas.

## Geografía
Columbus se encuentra ubicada en las coordenadas 33°46′33″N 93°49′2″O / 33.77583, -93.81722.